# 국부론
《국부의 본질과 원인에 관한 연구》(國富의 本質과 原因에 關한 硏究, An Inquiry into the Nature and Causes of the Wealth of Nations), 또는 《국부론》(國富論, The Wealth of Nations)은 계몽주의 시대인 1776년 3월 9일에 출판된, 영국의 경제학자 애덤 스미스의 주요 저작이다. 이 책은 무엇이 국가의 부를 형성하는가에 대한 세계 최초의 설명 중의 하나이며, 오늘날 고전 경제학의 기초적인 저작으로 여겨지고 있다. 이 책은 산업 혁명 태동기의 경제를 반영하여 노동 분업, 생산성, 자유 시장 등 광범위한 주제를 다루고 있다. 한국어로는 1978년 유인호가, 1992년 김수행이 번역하였다.
이 책을 관통하는 중요한 주제는 경제 체제는 자동적이며, 지속적으로 자유로운 상태에 놓여졌을 때 그 자신을 통제할 수 있다는 것이다. 이러한 개념은 종종 보이지 않는 손이라 일컬어진다. 독점과 세금 우선권, 로비 집단, 다른 사람의 비용으로 어떤 경제 일원에게 늘어나는 "특권"은 경제 체제가 스스로 통제할 수 있는 능력과, 생산성을 극대화할 수 있는 능력을 위협한다. 또한 이 책은 빈자를 어떻게 대우해야 하는지, 일터가 다른 지위의 사람들을 위해 그들을 무력하게 하여 어떻게 정신적으로 파괴하는지를 설명한다.
스미스의 경제 이론의 최대 공적은 자본주의 사회를 상품 생산의 구조로서 다룬 점에 있으며, 자유 경쟁에 의한 자본의 축적과 분업(分業)의 발전이 생산력을 상승시켜 모든 사람의 복지를 증대시킨다는 것이 스미스의 주된 주장이었다. 이론적으로 스미스는 아직 몇 가지 혼란이 있고, 특히 상품의 가치를 결정하는 것이 투하(投下) 노동량이냐 지배(支配) 노동량이냐, 생산적 노동이란 무엇인가, 화폐의 본질은 무엇인가 하는 점은 애매하나, 이러한 혼란을 통해서 오히려 자본가·노동자·지주라는 3계급의 관계가 명백해져서 잉여가치 생산과 그의 착취(搾取)에 관해서도 시사(示唆)를 남겼다.
| “ | 각각의 개인이 자신이 처한 조건을 발전시키기 위해 스스로 노력하는 것은 그 자체 만으로 매우 강력한 원리가 된다. 어떤 도움이 없이도, 사회가 부와 번영으로 이르게 할 수 있으며, 인간의 법칙이 작동을 못하는 수 백개의 부적절한 방해물들도 뛰어 넘을 수 있다. | ” |

## 구조

### 제1편
노동 생산력의 증대 원인으로 '노동의 분업( the division of labor )'이라고 보았다. 이 말은 데이비드 흄의 가르침에 근거한 것으로 흄은 이 것을 '고용을 분화하는 것 ( the partition of employments )'으로 불렀다.

### 제2편
자본 축적의 원칙

### 제3편
경제발전의 여러 단계

### 제4편
중농주의(重農主義)와 중상주의(重商主義)의 비판

### 제5편
재정 문제
| “ | 부유한 국가에서 가난한 자가 되는 것이 가난한 나라에서 부유한 사람인 것보다 더 낫다. | ” |

## 평가
《성서》 이래 가장 중요한 문헌이라고 일컬어진다.

## 국내 학자의 연구 결과
도덕(공정한 관찰자)이 허용하는 범위 내에 개인의 이기심만을 허용되어야 한다는 것이 (국부론에서) 아담 스미스의 주장이다. 아담 스미스는 아무런 구속을 받지 않는 개인에게 이기심이 무한정 허용된다면 홉스가 이미 지적하였듯 사회 질서는 유지되기 어렵다고 생각하였다.

## 같이 보기
- 신국론
- 천민 자본주의
- 자유방임주의
- 버나드 맨더빌
- 출판 논문 (treatise)